# Jérôme Leroy (Fußballspieler)
Jérôme Leroy (* 4. November 1974 in Béthune) ist ein ehemaliger französischer Fußballspieler.

## Karriere

### Jugend und Durchbruch in Paris (bis 2000)
Leroy spielte während seiner Jugend bei lokalen Vereinen aus seiner Heimatstadt Béthune sowie La Clarence. 1991 wurde er in die Jugendabteilung des Profiklubs Paris Saint-Germain aufgenommen. Im Verlauf der Saison 1992/93 erreichte er die Aufnahme in die zweite Mannschaft und absolvierte zudem sein Profidebüt, als er am 8. Dezember 1992 mit 18 Jahren bei einem 1:1 im  UEFA-Cup-Spiel gegen den RSC Anderlecht in der 89. Minute eingewechselt wurde. Weitere Berücksichtigungen für die erste Elf folgte jedoch nicht, ehe er 1995 mit 20 Jahren in den Erstligakader aufgenommen und direkt an den Zweitligisten Stade Laval ausgeliehen wurde. Der Mittelfeldakteur, der auch für die französische U-21-Auswahl zum Einsatz kam, war in der zweithöchsten Spielklasse unangefochtener Stammspieler und kehrte 1996 nach Paris zurück. Für den Hauptstadtklub debütierte er am 10. August 1996 bei einem 1:0-Sieg gegen Racing Straßburg in der ersten Liga und verbuchte dort fortan regelmäßige Einsätze. Mit der Mannschaft gelang ihm der Einzug ins Europapokalfinale 1997, in dem er zwar auf dem Platz stand, aufgrund eines 0:1 gegen den FC Barcelona einen möglichen Titelgewinn jedoch verpasste. Einige Monate zuvor hatte er bereits ein Scheitern im UEFA-Super-Cup miterleben müssen. Leroy, der in den meisten Fällen als Joker für die letzte Phase des Spiels eingewechselt wurde, wurde in der Winterpause 1999/2000 an den Ligarivalen Olympique Marseille abgegeben.

### Spieler bei verschiedenen Klubs (2000–2007)
Bei Marseille musste er den Kampf gegen den Abstieg in die Zweitklassigkeit antreten und avancierte unter diesen Bedingungen zum Stammspieler, ehe er in der zweiten Jahreshälfte 2001 wieder aus der ersten Elf verdrängt wurde. Angesichts dessen entschied er sich im Januar 2002 für eine Rückkehr nach Paris. Durch eine 1:2-Niederlage gegen die AJ Auxerre im nationalen Pokalfinale 2003 verpasste er einen möglichen ersten Titelgewinn in seiner Laufbahn. Obwohl er sich dort als Stammkraft etablieren konnte, war sein Engagement nicht von langer Dauer, da er im September 2003 ablösefrei an den Erstligakonkurrenten EA Guingamp abgegeben wurde. Innerhalb des Teams aus der Bretagne stellte er einen der Leistungsträger dar, doch konnte er den Abstieg im Jahr 2004 nicht abwenden. Aufgrund dessen verließ er den Klub nach einer einzigen Saison und unterschrieb beim Erstligisten RC Lens. Er blieb bei den Nordfranzosen ein fester Bestandteil der Mannschaft, bis er in der Winterpause 2005/06 für eine Ablösesumme in Höhe von 500.000 Euro zum israelischen Erstligisten Beitar Jerusalem ging. Sein einziger Aufenthalt in einer ausländischen Spielklasse blieb allerdings von kurzer Dauer, weil er im Sommer 2006 vom FC Sochaux zurück in die oberste Liga Frankreichs geholt wurde. Mit diesem schaffte er die Qualifikation für das nationale Pokalendspiel 2007 und gewann durch einen Erfolg im Elfmeterschießen gegen seinen Ex-Klub Marseille zum ersten Mal die Trophäe.

### Letzte Jahre in der ersten Liga (2007–2012)
2007 wechselte er ein weiteres Mal, als er mit dem Stade Rennes den sechsten französischen Erstligisten fand, der ihn unter Vertrag nahm. Anders als bei den vorausgehenden Stationen war seine Anstellung dort jedoch von längerer Dauer, wobei er trotz seines gehobenen Alters durchweg eine Stammkraft darstellte. Mit Rennes bestritt er das Pokalfinale 2009, musste aber eine 1:2-Niederlage gegen seine früheren Kameraden aus Guingamp hinnehmen. 2011 verweigerte Rennes dem damals 36-Jährigen die Vertragsverlängerung, auch wenn der bis zuletzt regelmäßig aufgeboten worden war. Der erstmals in die erste Liga aufgestiegenen FC Évian Thonon Gaillard verpflichtete ihn im selben Jahr. Bei diesem konnte er sich nicht mehr fest etablieren und musste somit hinnehmen, dass er im Sommer 2012 vertragslos war, womit nach 418 Partien und 45 Toren zugleich seine Laufbahn in der höchsten nationalen Spielklasse endete.

### Rückkehr vom Karriereende (2013–2015)
Zu Beginn der Saison 2013/14 kehrte er mit 38 Jahren ins Profigeschäft zurück, als er in den Kader des Zweitligisten FC Istres aufgenommen wurde. Er führte die Mannschaft als Kapitän an, war trotz seines Alters unumstrittener Teil der ersten Elf, konnte den Abstieg 2014 jedoch nicht abwenden. Daraufhin kehrte er dem Klub den Rücken und fand im Le Havre AC einen neuen Arbeitgeber in der zweithöchsten Spielklasse. Im Januar 2015 nahm der inzwischen 40-Jährige einen erneuten Wechsel vor und unterschrieb beim Ligarivalen LB Châteauroux. Bei diesem wurde er nur noch sporadisch aufgeboten und beendete am Ende der Spielzeit 2014/15 seine aktive Laufbahn. Anschließend blieb er dem Verein als Berater des Präsidenten erhalten. In der Saison 2014/15 war er der älteste eingesetzte Spieler der Ligue 2, wobei er bei seinem letzten Einsatz am 9. März 2015 40 Jahre, vier Monate und fünf Tage alt war. Bereits ein Jahr zuvor war er der zweitälteste eingesetzte Spieler und wurde nur noch durch den knapp ein Jahr älteren Torhüter Grégory Malicki übertroffen.

## Erfolge
- Spieler des Monats der Ligue 1 (2): August 2005, Oktober 2007

## Verwechslungsmöglichkeit
Es gibt zwei weitere bekannte Personen in seiner Generation, die namensgleich sind: ein Autor (geb. 1964) und ein Komponist und Orchesterleiter (geb. 1981).